# Захисники (телесеріал)
«Захисники» (англ. The Defenders, або англ. Marvel’s The Defenders) — кросоверний мінісеріал, заснований на однойменній серії коміксів Marvel, головними героями якого є Шибайголова, Джессіка Джонс, Люк Кейдж і Залізний кулак, що раніше отримали свої сольні однойменні телесеріали. Продюсуванням займаються студії Marvel Television і ABC Studios, а показ здійснюється через потоковий відеосервіс Netflix. Мінісеріал «Захисники» входить у кіновсесвіт Marvel і є п'ятим проєктом «Саги Захисників». Шоуранерами мінікросовера є Дуглас Петрі та Марко Рамірес, які були шоуранерами другого сезону «Шибайголови». Восьмисерійний мінісеріал доступний на Netflix з 18 серпня 2017 року.

## Сюжет
«Захисники» розповідають історію про Шибайголову, Джессіку Джонс, Люка Кейджа та Залізного кулака, квартет героїв, які об'єднані однією спільною метою — врятувати місто Нью-Йорк. Це історія про чотирьох одинаків, обтяжених власними проблемами, які неохоче усвідомлюють, що можуть бути сильнішими, якщо об'єднаються в команду. 

## Послідовність
| 2015 | Шибайголова 1 сезон    |
| 2015 | Джессіка Джонс 1 сезон |
| 2016 | Шибайголова 2 сезон    |
| 2016 | Люк Кейдж 1 сезон      |
| 2017 | Залізний кулак 1 сезон |
| 2017 | Захисники 1 сезон      |
| 2017 | Каратель 1 сезон       |
| 2018 | Джессіка Джонс 2 сезон |
| 2018 | Люк Кейдж 2 сезон      |
| 2018 | Залізний кулак 2 сезон |
| 2019 | Джессіка Джонс 3 сезон |
| 2019 | Шибайголова 3 сезон    |
| 2019 | Каратель 2 сезон       |

Мінісеріал «Захисники» є п'ятим проєктом «Саги Захисників», до якої також входять серіали: Шибайголова, Джессіка Джонс, Люк Кейдж, Залізний кулак та Каратель.
Хронологічно події серіалу відбуваються після подій фільму «Месники», а саме нападу інопланетян на Нью-Йорк і руйнування Нью-Йорка, яке у серіалі назване «Інцидент». Події сезонів відбуваються хронологічно за датою їх виходу. Тобто події мінісеріалу «Захисники» відбуваються після першого сезону серіалу «Залізний кулак» та перед першим сезоном «Карателя».

## У ролях

### Головні герої
| Актор           | Роль                        | Опис |
| --------------- | --------------------------- | --- |
| Чарлі Кокс      | Метт Мердок / Шибайголова   | сліпий адвокат, який став супергероєм-месником. (8 епізодів)                                                                                                  |
| Крістен Ріттер  | Джессіка Джонс              | колишня супергероїня, яка страждає від посттравматичного стресу, що відкрила власне детективне агентство. (8 епізодів)                                        |
| Майк Колтер     | Люк Кейдж                   | найманець, наділений надсилою і витривалістю і майже непробивною шкірою в результаті невдалого експерименту, який перетворив його на супергероя. (8 епізодів) |
| Фінн Джонс      | Денні Ренд / Залізний кулак | майстер бойових єдиноборств, борець зі злочинністю. (8 епізодів)                                                                                              |
| Ека Дарвілл     | Малкольм Дюкасс             | колишній наркоман, один із друзів Джесіки Джонс . (5 епізодів)                                                                                                |
| Елден Генсон    | Фоггі Нельсон               | близький друг і діловий партнер Метта. (6 епізодів) |
| Джессіка Генвік | Коллін Вінг                 | експерт у бойових мистецтвах, дівчина Залізного Кулака . (6 епізодів)                                                                                         |
| Сімон Міссік    | Місті Найт                  | детектив поліції Гарлема. (6 епізодів) |
| Рамон Родрігес  | Бакуто                      | один із п'яти «пальців» Руки і колишній сенсей Коллін Вінг. (4 епізоди)                                                                                       |
| Рейчел Тейлор   | Патріція Вокер              | найкраща подруга Джесіки, її зведена сестра, колишня модель, радіоведуча. (5 епізодів)                                                                        |
| Дебора Енн Волл | Карен Пейдж                 | подруга Метта і Фогг, колишня секретарка в компанії «Нельсон і Мердок» . (4 епізоди)                                                                          |
| Елоді Юнг       | Електра Начіос / Електра    | жінка-ніндзя (куноіті) з клану «Чисті», давня подруга Метта Мердока . (8 епізодів)                                                                            |
| Розаріо Довсон  | Клер Темпл                  | медсестра, подруга Метта Мердока, Люка Кейджа, Денні Ренда і знайома Джесіки Джонс. (6 епізодів)                                                              |
| Скотт Гленн     | Стік                        | сліпий старий і лідер клану «Чисті», що навчав Метта Мердока і Електру Начіос в дитинстві. (5 епізодів)                                                       |
| Сігурні Вівер   | Александра Рід              | один з п'яти «пальців» Руки і її глава . (6 епізодів) |

### Другорядні герої
| Актор            | Роль         | Опис                                                             |
| ---------------- | ------------ | ---------------------------------------------------------------- |
| Вай Чінг Хо      | Мадам Гао    | один із п'яти «пальців» Руки. (6 епізодів)                       |
| Ютака Такеуті    | Муракамі     | один із п'яти «пальців» Руки. (5 епізодів)                       |
| Бабс Олусанмокун | Сованде      | один із п'яти «пальців» Руки. (5 епізодів)                       |
| Рон Сімонс       | Стрібер      | капітан поліції. (3 епізоди)                                     |
| Роб Морган       | Терк Баррет  | бандит, торговець зброєю з Пекельної Кухні. (1 епізод)           |
| Керрі-Енн Мосс   | Джері Гогарт | адвокат, потенційний потужний союзник Джесіки Джонс . (1 епізод) |

## Епізоди
| Сезон | Епізоди | Епізоди | Оригінальний показ | Оригінальний показ |
| Сезон | Епізоди | Епізоди | Перший показ       | Останній показ     |
| ----- | ------- | ------- | ------------------ | ------------------ |
| 1     | 8       | 8       | 18 серпня 2017     | 18 серпня 2017     |

| No. | Назва                                     | Режисер                | Сценарист                                          | Дата показу    |
| --- | ----------------------------------------- | ---------------------- | -------------------------------------------------- | -------------- |
| 1   | «The H Word» «Слово на літеру «Г»»        | С. Дж. Кларксон        | Дуглас Петрі та Марко Рамірес                      | 18 серпня 2017 |
| 2   | «Mean Right Hook» «Потужний хук праворуч» | С. Дж. Кларксон        | Лорен Шмідт-Гіссріх і Марко Рамірес                | 18 серпня 2017 |
| 3   | «Worst Behavior» «Обурлива поведінка»     | Пітер Гоар             | Лорен Шмідт-Гіссріх і Дуглас Петрі                 | 18 серпня 2017 |
| 4   | «Royal Dragon» «Королевський дракон»      | Філ Абраам             | Дуглас Петрі й Марко Рамірес                       | 18 серпня 2017 |
| 5   | «Take Shelter» «Отримати притулок»        | Юта Брізевітц          | Лорен Шмідт-Гіссріх, Дуглас Петрі та Марко Рамірес | 18 серпня 2017 |
| 6   | «Ashes, Ashes» «Попіл, попіл»             | Стівен Суржик          | Дрю Годдард і Марко Рамірес                        | 18 серпня 2017 |
| 7   | «Fish in the Jailhouse» «Риба у в'язниці» | Фелікс Енрікес Алькала | Лорен Шмідт-Гіссріх і Марко Рамірес                | 18 серпня 2017 |
| 8   | «The Defenders» «Захисники»               | Фаррен Блекберн        | Лорен Шмідт-Гіссріх і Марко Рамірес                | 18 серпня 2017 |

## Виробництво

### Розробка
У жовтні 2013 року Deadline повідомив, що Marvel готує чотири драматичних серіали та один мінісеріал, сукупністю в 60 епізодів, для показу на сервісах «Відео за запитом» (Video on demand) і кабельних каналах, якими зацікавилися Netflix, Amazon і WGN America . За кілька тижнів Marvel і Disney анонсували, що Netflix покаже ігрові серіали про Шибайголову, Джессіку Джонс, Залізного кулака і Люка Кейджа, а закінчить загальним мінісеріалом, заснованому на коміксах про «захисників». 

### Підбір акторів
В кінці травня 2014 року Чарлі Кокс був затверджений на роль Шибайголови. У грудні 2014 року Крістен Ріттер була обрана на роль Джессіки Джонс. Пізніше, в цьому ж місяці, Майк Колтер отримав роль Люка Кейджа. 26 лютого 2016 року роль Залізного кулака отримав Фінн Джонс. 

### Знімання
У листопаді 2016 року в Нью-Йорку почалися знімання. Знімання завершилися в кінці березня 2017 року. 

## Показ
Мінісеріал «Захисники» вийшов 18 серпня 2017 року на стрімінговій платформі Netflix. Всі 8 серій випущені одночасно. Подібний підхід характерний для традиційних телеканалів, однак для Netflix «перегляд всіх серій залпом» (binge-watching) виявився вдалим рішенням. 